# ISO 3166-2:AI
ISO 3166-2:AIは、ISO 3166-2規格における、イギリス領アンギラの地方のコードである。アンギラの行政区画は14の地区に区分されているが、ISO 3166-2に対応する行政区分コードの割り当てはない。
アンギラは、ISO 3166-1による国名コードで「AI」が割り当てられている。